# Jean-Pierre Jorris
Jean-Pierre Albert Leroux, dit Jean-Pierre Jorris, né le 21 octobre 1925 à Clamart et mort le 21 février 2017 à Versailles, est un acteur de cinéma et de théâtre.

## Biographie
Pensionnaire de la Comédie-Française de 1952 à 1955, Jean-Pierre Jorris a commencé sa carrière au théâtre national populaire (TNP) de Jean Vilar, et au Festival d'Avignon.
Dans « Le démon des planches », in l'Anti-Brecht (Éd. France Univers, 2010), Michel Mourlet écrit : « Cet artiste d'exception [...] est le seul qu'en quarante ans de pratique auditive de l'art dramatique sous toutes ses formes, j'aie jamais entendu moduler le registre de sa voix de l'aigu au grave d'une façon aussi musicale et, si j'ose dire, spectaculaire ; à telle enseigne qu'il fit de ma pièce [La Mort de Néron (1963)] un opéra. »
En 1999, il signe pour s'opposer à la guerre en Serbie la pétition « Les Européens veulent la paix », initiée par le collectif Non à la guerre.
Dans un message diffusé régulièrement sur Radio Courtoisie, Jean-Pierre Jorris témoigne son soutien à cette radio[réf. souhaitée].
Il meurt le 21 février 2017 à Versailles à l'âge de 91 ans.
Il repose au cimetière Notre-Dame de Versailles.

## Décoration
- Officier de l'ordre des Arts et des Lettres (2011)[5].

## Théâtre
- 1947 : L'Histoire de Tobie et de Sara de Paul Claudel, mise en scène Maurice Cazeneuve, 1er Festival d'Avignon
- 1947 : La Tragédie du roi Richard II de William Shakespeare, mise en scène Jean Vilar, 1er Festival d'Avignon
- 1948 : La Mort de Danton de Georg Büchner, mise en scène Jean Vilar, Festival d'Avignon
- 1948 : La Tragédie du roi Richard II de Shakespeare, mise en scène Jean Vilar, Festival d'Avignon
- 1949 : La Tragédie du roi Richard II de William Shakespeare, mise en scène Jean Vilar, Festival d'Avignon
- 1949 : Le Cid de Corneille, mise en scène Jean Vilar, Festival d'Avignon : Rodrigue[1]
- 1949 : Œdipe d'André Gide, mise en scène Jean Vilar, Festival d'Avignon
- 1950 : Henri IV de Shakespeare, mise en scène Jean Vilar, Festival d'Avignon
- 1950 : Le Cid de Corneille, mise en scène Jean Vilar, Festival d'Avignon
- 1950 : Malatesta d'Henry de Montherlant, mise en scène Jean-Louis Barrault, Théâtre Marigny
- 1952 : Lorenzaccio d’Alfred de Musset, mise en scène Gérard Philipe, TNP Festival d'Avignon[1]
- 1952 : Roméo et Juliette de William Shakespeare, mise en scène Julien Bertheau, Comédie-Française
- 1957 : La Réunion de famille, mise en scène Maurice Guillaud, Théâtre de l'Œuvre
- 1957 : Le Chevalier d'Olmedo de Lope de Vega, mise en scène Albert Camus, Festival d'Angers[1]
- 1958 : Mourir au soleil de Jean Primo, Théâtre de l'Œuvre
- 1964 : Romulus le grand de Friedrich Durrenmatt, mise en scène Georges Wilson, TNP Festival d'Avignon
- 1966 : Dieu, empereur et paysan de Julius Hay, mise en scène Georges Wilson, TNP Festival d'Avignon
- 1967 : L'Architecte et l'Empereur d'Assyrie de Fernando Arrabal, mise en scène Jorge Lavelli, Théâtre Montparnasse : L'architecte et l'empereur[1]
- 1968 : The Tempest de William Shakespeare, mise en scène Peter Brook, RST, Aldwych Theatre Londres
- 1969 : Orden de Girolamo Arrigo, mise en scène Jorge Lavelli, Festival d'Avignon[1]
- 1970 : Orden de Girolamo Arrigo, mise en scène Jorge Lavelli, Tréteaux de France
- 1971 : La Cigogne d'Armand Gatti, mise en scène Pierre Debauche, Théâtre des Amandiers
- 1971 : Turandot ou le congrès des blanchisseurs de Bertolt Brecht, mise en scène Georges Wilson, TNP Théâtre de Chaillot
- 1972 : Honni soit qui mal y pense de Peter Barnes (en), mise en scène Stuart Burge, Théâtre de Paris
- 1973 : L'Excès d'après Georges Bataille, mise en scène Philippe Adrien, Théâtre national de l'Odéon[1]
- 1974 : L'Excès d'après Georges Bataille, mise en scène Philippe Adrien, Théâtre de l'Atelier
- 1975 : L'Excès d'après Georges Bataille, mise en scène Philippe Adrien, Théâtre de Nice
- 1975 : Hôtel du Lac de François-Marie Banier, mise en scène Andréas Voutsinás, Théâtre Moderne
- 1976 : La Tour d'Hugo von Hofmannsthal, mise en scène Antoine Bourseiller, Théâtre Récamier
- 1976 : Gilles de Rais de Roger Planchon, mise en scène de l'auteur, TNP Villeurbanne[1]
- 1977 : Gilles de Rais de Roger Planchon, mise en scène de l'auteur, Théâtre national de Chaillot
- 1977 : Coriolan de William Shakespeare, mise en scène Gabriel Garran, Festival d'Avignon, Théâtre de la Commune
- 1978 : La Thébaïde de Racine, mise en scène Jean-Claude Fall, Nouveau Carré Silvia Monfort
- 1980 : La Passion selon Pier Paolo Pasolini de René Kalisky, mise en scène Albert-André Lheureux, Théâtre national de Chaillot
- 1985 : Lucrèce Borgia de Victor Hugo, mise en scène Antoine Vitez, Festival d'Avignon, Théâtre national de Chaillot, Opéra Comédie : Duc d'Este Borgia[1]
- 1986 : Don Carlos de Friedrich von Schiller, mise en scène Michelle Marquais, Festival d'Avignon, Théâtre de la Ville
- 1986 : Ghetto de Joshua Sobol, mise en scène Daniel Benoin et Jacques Bellay, Maison des arts et de la culture de Créteil, Comédie de Saint-Étienne, Théâtre de Nice, l'officier Lituanien
- 1987 : Véra Baxter de Marguerite Duras, mise en scène Jean-Claude Amyl, Théâtre de la Criée, Théâtre 14 Jean-Marie Serreau : l'homme
- 1997 : Poèmes d'Antoine Vitez, lecture Festival d'Avignon
- Le Cid, rôle : Don Diègue, mise en scène Wissam Arbache
- La Tour de Tübingen, rôle : Holderlin, mise en scène Patrick Olivier
- Dommage qu'elle soit une putain, rôle : le prêtre, mise en scène Jérôme Savary
- La Tempête, rôle : Prospero, mise en scène Michel Dubois
- Mesure pour mesure, rôle : Escalus, mise en scène Peter Zadek
- Baudelaire, rôle : Baudelaire, mise en scène Dominique Quéhec
- La Passion selon Pier Paolo Pasolini, rôle : Pasolini, mise en scène Albert-André Lheureux
- Le Songe d'une nuit d'été, rôle :l'artisan, mise en scène Stuart Seide
- Légendes de la forêt viennoise, rôle : ?, mise en scène Gabriel Garran
- Coriolan, rôle : Aufidius, mise en scène Gabriel Garran
- Malatesta, rôle : Le prince, mise en scène Jean-Louis Barrault
- Tête d'or, rôle : Le crucificateur, mise en scène Jean-Louis Barrault
- Rabelais, rôle :Picrocole, mise en scène Jean-Louis Barrault
- Le Roi Lear, rôle : Lear, mise en scène Harald Smunsen
- Les Séquestrés d'Altona, rôle : Von Gerlach, mise en scène Antoine Bourseiller
- Les Possédés, rôle : Verkhovenski, mise en scène Albert Camus
- Caligula, rôle :  Caligula, mise en scène Albert Camus
- Shéhérazade, rôle : Polynise, Jean Vilar
- Œdipe, rôle : Etéocle, mise en scène Jean Vilar
- Richard II, rôle : Hotspur, mise en scène Jean Vilar
- Henry IV, rôle : , mise en scène Jean Vilar
- Le Cid, rôle : Rodrigue, mise en scène Jean Vilar
- Phèdre, rôle : Theraméne, mise en scène Jacques Weber
- Woyzeck (Georg Büchner), rôle : le docteur

## Filmographie

### Cinéma
- 1946 : Les J3 de Roger Richebé : Barbarin
- 1966 : Martin soldat de Michel Deville
- 1976 : L'Alpagueur de Philippe Labro : Salicetti
- 1982 : Boulevard des assassins de Boramy Tioulong : Lucien Richelmi
- 1985 : L'Amour braque d'Andrzej Żuławski
- 1988 : Ne réveillez pas un flic qui dort de José Pinheiro : Loermel
- 1989 : Pentimento de Tonie Marshall : Claude
- 1992 : La Sentinelle d'Arnaud Desplechin
- 2001 : Tanguy d'Étienne Chatiliez : Delerme
- 2007 : Frontière(s) de Xavier Gens : Von Geisler

### Télévision
- 1969 : Le Cœur cambriolé de Lazare Iglesis
- 1972 : Les Rois maudits de Claude Barma : Evrard
- 1981 : Julien Fontanes, magistrat (série télévisée, épisode La dixième plaie d'Égypte de Patrick Jamain
- 1993 : Commissaire Moulin, Syndrome de menace saison 5 épisode 1 : Marchal
- 1997 : La Rumeur d'Étienne Périer
- 1998 : Le Dernier Fils d'Étienne Périer : Henri Haas
- 2002 : L'Enfant des lumières de Daniel Vigne : Frécourt
- 2006 : Gaspard le bandit de Benoît Jacquot : Monsieur de Morières, le président de région